# Oulanka nationalpark

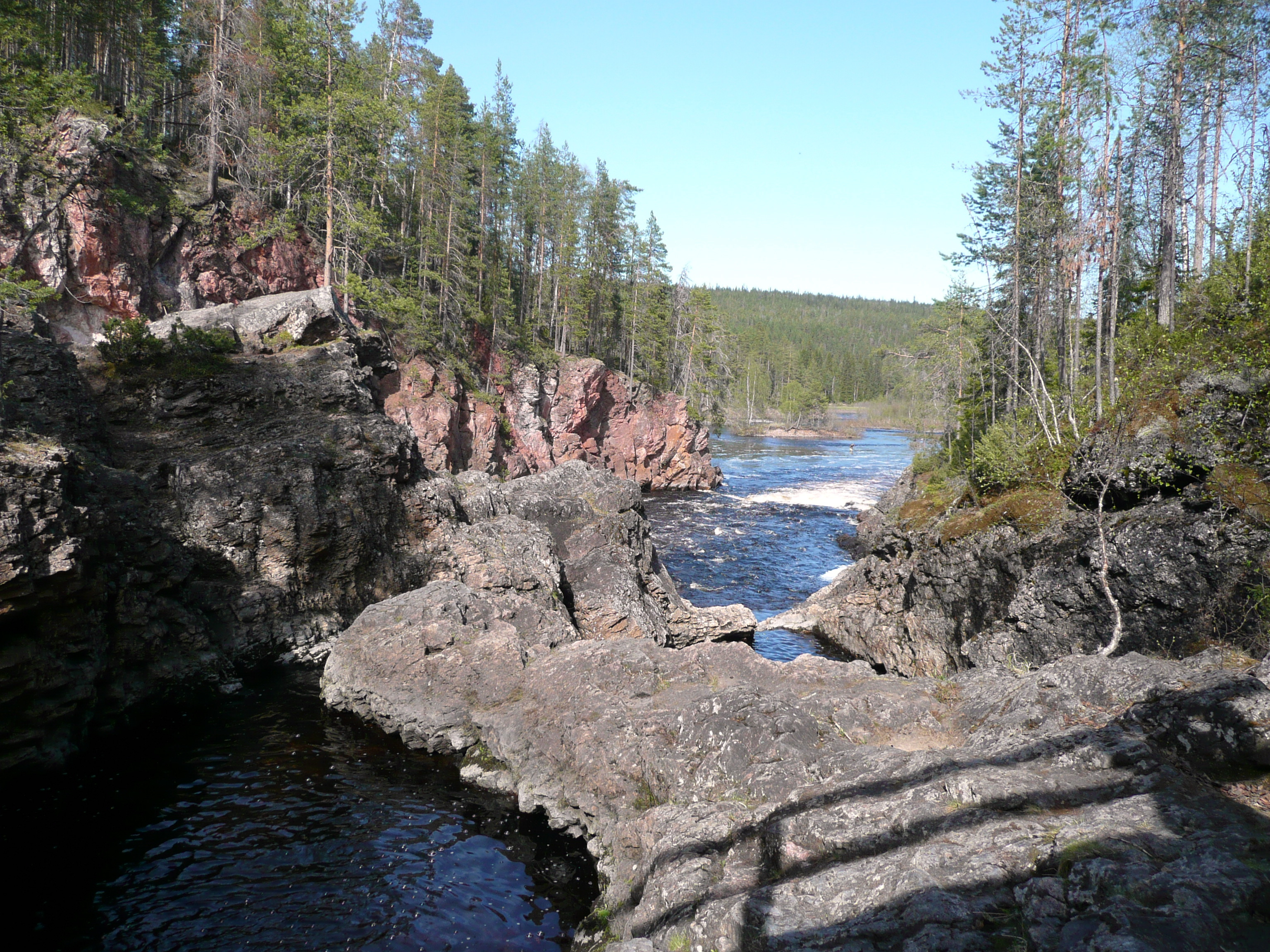
Oulanka nationalpark

Oulanka nationalpark (fi. Oulangan kansallispuisto) är en nationalpark i området Koillismaa i nordöstra Finland, i Kuusamo och Salla kommuner nära polcirkeln och Ruka.
Nationalparken etablerades 1956. Den utvidgades 1982 och 1989 och har nu en yta på 290 km².
Oulanka är en av de mest besökta nationalparkerna i Finland. En av landets mest kända vandringsleder, den 80 kilometer långa Björnrundan (fi. Karhunkierros) som märktes ut i terrängen 1936–37 går genom nationalparken.
I en mindre sjö (Rytilampi) i nationalparken hittades 2006 en isolerad population av småspigg (Pungitius pungitius). Fisken når här en längd av upp till 11 cm.